# Deutzia staminea
Deutzia staminea är en hortensiaväxtart som beskrevs av Robert Brown och Nathaniel Wallich. Deutzia staminea ingår i släktet deutzior, och familjen hortensiaväxter. Inga underarter finns listade i Catalogue of Life.